# Hylodes uai
Hylodes uai es una especie de ránidos de la familia Leptodactylidae.

## Distribución geográfica
Es  endémica de Brasil.

## Estado de conservación
Se encuentra amenazada de extinción por la pérdida de su hábitat natural.